# Brit antarktiszi terület
A Brit antarktiszi terület (angolul British Antarctic Territory) az Egyesült Királyság tengerentúli területe az Antarktiszon.
A Brit antarktiszi terület a déli-sarki kontinens 60°-tól délre eső területének nyugati hosszúság 80° és 20° közötti részén terül el, részben fedve az argentin és chilei területi igényeket. Ide tartozik az Antarktiszi-félsziget. Brit fennhatóság alatt áll a Déli-Orkney-szigetek és az Elefánt-sziget is.
A hosszú időn keresztül a Falkland-szigetekhez tartozó hatalmas területet 1962. március 2-án a Nemzetközi Antarktiszi-szerződés miatt leválasztották a Falkland-szigetektől, kivonva azokat e szerződés hatálya alól. A területnek állandó lakossága nincs, csak meteorológiai és kutatóállomások személyzete lakja.